# Bestand van Vaucelles
Het Bestand van Vaucelles werd gesloten op 5 februari 1556 tussen koning Filips II van Spanje en koning Hendrik II van Frankrijk tijdens de Italiaanse Oorlog (1551-1559). 
De ondertekening vond plaats op 26 februari 1556 in de Aula Magna van het Brusselse Koudenbergpaleis. Voor de gelegenheid had men de tapijtreeks De slag bij Pavia opgehangen, opdat admiraal Gaspard de Coligny, die er namens koning Hendrik II het verdrag kwam ondertekenen, zou worden herinnerd aan de nederlaag en gevangenname van Frans I.
Het bestand bepaalde dat Franche-Comté werd teruggegeven aan Filips. Het bestand werd echter al vrij snel geschonden door Frankrijk dat zich aansloot bij paus Paulus IV.
Hoewel Habsburgse Karel V nog keizer van het Heilige Roomse Rijk was, had hij de Nederlanden en Franche-Comté al op 25 oktober 1555 aan zijn zoon Filips overgedragen, waardoor hij het bestand niet hoefde te tekenen, net zomin als de Godsdienstvrede van Augsburg overigens.